# بن گلوک
بن گلوک (انگلیسی: Ben Gluck؛ زادهٔ ۱۹۷۹) یک کارگردان اهل ایالات متحده آمریکا است.
بیوگرافی Ben Gluck
بن گلاک انیماتور، کارگردان و نویسنده آمریکایی است که در ۲۵ می ۱۹۷۶ در میسوری به دنیا‌ آمد. او از سال ۱۹۹۶ فعالیت هنری خود را آغاز کرد. بن گلاک با بورسیه ای از سوی استدیوی انیمیشن دیزنی در دانشگاه هنر کالیفرنیا تحصیل کرد و پس از فارغ التحصیلی به مدت ده سال با کمپانی دیزنی همکاری کرد. 
بن گلاک سابقه نویسندگی آثاری همچون اسنوپی تقدیم می کند، ۹، برادر خرس ۲ و بمبی ۲: شاهزاده بزرگ جنگل را در کارنامه هنری خود دارد. او همچنین کارگردانی آثاری همچون آلفا و اومگارا بر عهده داشته است.